# Bahçebaşı, Turhal
Bahçebaşı là một xã thuộc huyện Turhal, tỉnh Tokat, Thổ Nhĩ Kỳ. Dân số thời điểm năm 2011 là 227 người.